# Estabilidad de Liapunov
En matemáticas, la noción de estabilidad de Liapunov se da en el estudio de los sistemas dinámicos. 
De manera esquemática, diremos que un punto de equilibrio {\displaystyle X_{o}} de la ecuación diferencial homogénea {\displaystyle {\dot {X}}=f(X)} es estable si todas las soluciones a la ecuación que parten en un entorno de {\displaystyle X_{o}} se mantienen cerca de {\displaystyle X_{o}} para todo tiempo posterior.
Esta definición de estabilidad lleva el nombre de Aleksandr Liapunov, quien publicó en 1892 su tesis de doctorado El problema general de la estabilidad del movimiento, donde define este concepto.

## Definición
Sea {\displaystyle f:M\to TM} un campo de vectores en una variedad diferenciable {\displaystyle M}. Consideremos la ecuación diferencial
{\displaystyle {\dot {x}}=f(x)},
{\displaystyle p\in M} tal que {\displaystyle f(p)=0} (es decir, un punto de equilibrio de la ecuación). Diremos que {\displaystyle p} es:
1. estable en el sentido de Liapunov si para todo {\displaystyle \epsilon >0}, existe {\displaystyle \delta >0} tal que si {\displaystyle x} es solución de la ecuación con {\displaystyle \|x(0)-p\|<\delta }, entonces para {\displaystyle t\geq 0} tenemos {\displaystyle \|x(t)-p\|<\epsilon }.
2. asintóticamente estable si cumple con el punto anterior y además el {\displaystyle \delta >0} puede elegirse de manera que {\displaystyle \lim _{t\rightarrow +\infty }\|x(t)-p\|=0}.

## Ejemplos
(1) Sea la ecuación diferencial en {\displaystyle \mathbb {R} ,\ {\dot {x}}=-x}. El 0 es un punto de equilibrio de la ecuación. Veamos que es asintóticamente estable.
Si {\displaystyle x_{0}\in \mathbb {R} } entonces la solución de la ecuación con condición {\displaystyle x(0)=x_{0}} es {\displaystyle x(t)=x_{0}e^{-t}}. Es fácil ver que para todo {\displaystyle x_{0}\in \mathbb {R} } tendremos que esa solución es decreciente y tiende a 0 cuando {\displaystyle t\to +\infty }. 
Por lo tanto, dado {\displaystyle \epsilon >0}, tomando {\displaystyle \delta =\epsilon } se cumple: si {\displaystyle |x(0)|<\delta } entonces {\displaystyle |x(t)|<\epsilon } para {\displaystyle t\geq 0} y {\displaystyle \lim _{t\rightarrow +\infty }|x(t)|=0}.

(2) Para la ecuación {\displaystyle {\dot {x}}=x} el 0 también es un punto de equilibrio. Veamos que no es estable.
Si {\displaystyle x_{0}\in \mathbb {R} } entonces la solución a la ecuación con condición {\displaystyle x(0)=x_{0}} es {\displaystyle x(t)=x_{0}e^{t}}.
Tomando {\displaystyle \epsilon =1} tenemos que ningún {\displaystyle \delta >0} sirve para la definición de estabilidad: dado {\displaystyle \delta >0} la solución {\displaystyle \varphi (t)={\frac {\delta }{2}}e^{t}} verifica {\displaystyle |\varphi (0)|<\delta }, pero existe {\displaystyle T>0} tal que {\displaystyle \varphi (T)>1}.

(3) Sea la ecuación {\displaystyle {\dot {X}}=AX}, donde {\displaystyle A=\left({\begin{array}{rr}0&1\\-1&0\end{array}}\right)}. Veamos que el origen es un punto de equilibrio estable pero no asintóticamente estable.
Para ello mostremos que si {\displaystyle \varphi =(x,y)} es solución a la ecuación entonces {\displaystyle x^{2}+y^{2}} es constante: {\displaystyle (x^{2}+y^{2})'=2xx'+2yy'=2xy-2yx=0}. Por lo tanto, toda solución que parte a distancia {\displaystyle r} del origen se mantendrá a distancia {\displaystyle r} siempre. Esto implica que el origen es estable pero no asintóticamente.

## El caso lineal
Para el caso de ecuaciones en {\displaystyle \mathbb {R} ^{n}} del tipo {\displaystyle {\dot {X}}=AX}, donde {\displaystyle A\in M_{n}(\mathbb {R} )}, se conoce una clasificación completa de los casos en que el origen es un punto de equilibrio estable o asintóticamente estable, estudiando sus valores propios.
Si {\displaystyle A} tiene todos sus valores propios con parte real negativa entonces el origen es un punto de equilibrio asintóticamente estable. Si la matriz tiene algún valor propio con parte real positiva entonces el origen no es estable.
Para el caso en que {\displaystyle A} tenga valores propios con parte real nula se sabe que el origen no es asintóticamente estable. Para ver si es estable debemos estudiar las multiplicidades geométricas de dichos valores propios. Cuando la matriz tiene valores propios con parte real menor o igual a cero tendremos que: el origen es estable si y solo para todo valor propio {\displaystyle \lambda } con parte real 0 se tiene que la multiplicidad algebraica de {\displaystyle \lambda } es igual a la geométrica.

## Algunos resultados

### El teorema de Hartman-Grobman
Sea {\displaystyle f:\mathbb {R} ^{n}\to \mathbb {R} ^{n}} una función diferenciable. El teorema de Hartman-Grobman indica que para estudiar la estabilidad de un punto de equilibrio de la ecuación {\displaystyle {\dot {X}}=f(X)} puede utilizarse su aproximación lineal en algunos casos.
Más en concreto: sea {\displaystyle p\in \mathbb {R} ^{n}} tal que {\displaystyle f(p)=0} y su matriz jacobiana {\displaystyle J=J_{f}(p)} no tiene valores propios con parte real nula, entonces {\displaystyle p} es (asintóticamente) estable si y solo si el origen es (asintóticamente) estable para la ecuación {\displaystyle {\dot {X}}=JX}.

### Funciones de Liapunov
Sea {\displaystyle f:\mathbb {R} ^{n}\to \mathbb {R} ^{n}} una función de clase {\displaystyle C^{1}}. Consideremos la ecuación {\displaystyle {\dot {X}}=f(X)}. Supongamos {\displaystyle p\in \mathbb {R} ^{n}} verifica {\displaystyle f(p)=0}.
Sea {\displaystyle U} un entorno de {\displaystyle p}, {\displaystyle V:U\subseteq \mathbb {R} ^{n}\to \mathbb {R} } derivable tal que
{\displaystyle V(p)=0\,}, {\displaystyle V(x)>0\quad \forall x\in U\setminus \{p\}}. A una función así la llamaremos función de Liapunov.
Para {\displaystyle x} solución a la ecuación diferencial, la derivada de {\displaystyle V\circ x} es {\displaystyle {\dot {V}}(x)={\frac {\partial V}{\partial x}}{\frac {dx}{dt}}=\nabla V\cdot {\dot {x}}=\nabla V\cdot f(x)}.
Existen dos resultados debidos a Liapunov que conciernen este tipo de funciones:
1. si {\displaystyle {\dot {V}}(x)\leq 0\quad \forall x\in U} entonces p es estable;
2. si {\displaystyle {\dot {V}}(x)<0\quad \forall x\in U\setminus \{p\}} entonces {\displaystyle p} es asintóticamente estable.